# Hüttenes-Albertus Chemische Werke
Die Hüttenes-Albertus Chemische Werke GmbH ist ein international tätiger Hersteller von chemischen Produkten für die Gießerei-Industrie. Das Unternehmen beliefert Gießereien weltweit mit Einsatzmaterialien für verschiedene Verfahren der Form- und Kernherstellung.
Hüttenes-Albertus ist mit eigenen Produktionsstätten, Laboren und Vertriebsgesellschaften auf allen Kontinenten, in rund 30 Ländern vertreten. Der Sitz ist in Düsseldorf.
Am Firmenstandort in Hannover befinden sich sowohl das 2017 neu gebaute Forschungs- und Entwicklungslabor, als auch die Produktion. Das Unternehmen forscht und produziert weltweit.
In dem 2017 eröffneten HA Center of Competence in Baddeckenstedt erprobt das Unternehmen neue Ideen für Form- und Kernherstellungsverfahren, veranstaltet Trainings und arbeitet an Projekten zusammen mit Kooperationspartnern aus Wirtschaft und Forschung.

## Geschichte
1905 gründete Albert Stahn in Hannover die Albertuswerke GmbH. Nachdem 1909 Wilhelm Hüttenes zunächst in Ruhrort die Firma Hüttenes & Gerling gegründet hatte, erfolgte 1912 der Neustart: Gemeinsam riefen Wilhelm und Karl Hüttenes die Gebrüder Hüttenes o.H. ins Leben. 1916 verlegten die Brüder ihr Unternehmen nach Düsseldorf.
Aus dem Zusammenschluss geht am 1. Januar 1970 die Hüttenes-Albertus Chemische Werke GmbH hervor. Das vereinigte Unternehmen positioniert sich als Komplettanbieter für alle gängigen Kernherstellungsverfahren.

## Standorte
Weltweit ist das Unternehmen auf allen Kontinenten in mehr als 30 Ländern vertreten. In Deutschland hat das Unternehmen Standorte in:
- Düsseldorf (Lage),
- Hannover (Lage),
- Baddeckenstedt: HA Center of Competence (Lage),
- Braunschweig (Lage),
- Delligsen: Chemex Foundry Solutions GmbH (Lage).